# Centrum Nowoczesności Młyn Wiedzy w Toruniu
Centrum Nowoczesności Młyn Wiedzy w Toruniu – pierwsze otwarte w województwie kujawsko-pomorskim centrum nauki. Znajduje się przy ul. Władysława Łokietka 5.

## Historia
Otwarcie Centrum nastąpiło 9 listopada 2013 roku. Siedziba instytucji znajduje się w dzielnicy Mokre przy ul. Władysława Łokietka 5 w dawnych Młynach Richtera. Budynki zbudowane na przełomie XIX i XX, teraz całkowicie odrestaurowane, służą nauce i zabawie. Na przestrzeni 5 tys. m², na 6 kondygnacjach znajduje się przestrzeń wystawiennicza, pracownie naukowe, sal ekspozycyjne dla dzieci.
Centrum Nowoczesności Młyn Wiedzy jest instytucją powołaną przez władze miasta Torunia i wpisaną do rejestru instytucji kultury prowadzonego przez Gminę Miasta Toruń pod nr 9/10. Centrum Nowoczesności Młyn Wiedzy jest członkiem ECSITE (European Network of Science Centres and Museums). Dyrektorem Centrum Nowoczesności Młyn Wiedzy jest dr Monika Wiśniewska.
Wizytówką instytucji jest Wahadło Foucaulta, umożliwiające obserwację zjawiska obrotu Ziemi wokół własnej osi. Sercem toruńskiego eksponatu jest 35-kilogramowa, chromowana kula wypełniona piaskiem, zawieszona na 33-metrowej linie, biegnącej od dachu po parter placówki przez wszystkie kondygnacje. Dzięki temu wahadło jest widoczne z każdego piętra.
W Centrum można oglądać cztery stałe wystawy:
1. „O Obrotach”: poświęconą idei koła i ruchu obrotowego, także w odniesieniu do dzieła Mikołaja Kopernika „O obrotach sfer niebieskich”.
2. „Rzeka”: nawiązująca do przepływającej przez Toruń Wisły, obejmująca model rzeki od źródeł po ujście. Zwiedzający mają do dyspozycji również wystawy czasowe, warsztaty i pokazy naukowe.
3. „IDEE”: najbardziej interdyscyplinarna wystawa Centrum Nowoczesności Młyn Wiedz, łączy nauki humanistyczne, nauki ścisłe oraz elementy sztuki.
4. „...To takie proste!”: wystawa obejmuje 26 eksponatów wchodzących w skład czterech różnych stref: „Główka pracuje”, „Mechaniczny plac zabaw”, „TechnoŚwiat” oraz „Pomyśl, zrozum, zrób”. Jednym z najważniejszych czynników na tej wystawie jest kreatywność i innowacyjność zwiedzającego, który dzięki odpowiednio dobranym strefom tematycznym oraz eksponatom, sprawiają, że może odkryć w sobie żyłkę naukowca, konstruktora i wynalazcy.

### Kalendarium
- lipiec 2006 – Rada Miasta Torunia podejmuję uchwałę o realizacji na terenie Młynów Toruńskich przedsięwzięcia pn. „Centrum Nowoczesności”
- maj 2010 – podpisano umowę o dofinansowanie projektu „Centrum Nowoczesności” ze środków Europejskiego Funduszu Rozwoju Regionalnego w ramach Regionalnego Programu Operacyjnego Województwa Kujawsko-Pomorskiego na lata 2007–2013[1]
- listopad 2010 – Rada Miasta Torunia podejmuje decyzję o utworzeniu miejskiej instytucji kultury pod nazwą Centrum Nowoczesności
- luty 2012 – w wyniku rozstrzygnięcia konkursu na dopełnienie nazwy instytucji, Rada Miasta uchwala, że od tej pory nazywamy się Centrum Nowoczesności Młyn Wiedzy
- maj 2012 – Prezydent Miasta Torunia Michał Zaleski powołuje Radę Programową Centrum pełniąca rolę doradczą i opiniotwórczą. W skład pierwszej Rady weszli: Anna Broniewicz, prof. dr hab. Bogusław Buszewski, Elżbieta Dzikowska, dr hab. Jan Iwaniszewski, dr n. med. Marek Jurgowiak, prof. dr hab. Jerzy Łukaszewicz, dr hab. Zbigniew Podgórski, dr hab. Janusz Leon Wiśniewski, Izabela Ziętara.
- 9 listopada 2013 – otwarcie Centrum Nowoczesności Młyn Wiedzy w siedzibie dawnych Młynów Richtera.
- 8 lipca 2015 – Prezydent Miasta Torunia Michał Zaleski powołuje Radę Programową Centrum. W skład drugiej Rady weszli: prof. dr hab. Bogusław Buszewski, prof. dr hab. Włodzisław Duch, prof. dr hab. Leon Andrzejewski, prof. dr hab. Andrzej Kus, dr hab. Jerzy Łukaszewicz, prof. UMK, dr hab. Janusz Leon Wiśniewski – Z-ca Przewodniczącej, dr hab. Jan Iwaniszewski, dr n. med. Marek Jurgowiak – Sekretarz, Elżbieta Dzikowska, Jarosław Józefowicz, Izabela Ziętara – Przewodnicząca, Łukasz Bartosik oraz dr Maja Lewandowska-Robak.

## Zadania
- popularyzacja osiągnięć nauki, techniki i kultury, dorobku naukowego, technicznego oraz kulturowego[potrzebny przypis],
- ukazywanie znaczenia nauki, techniki i kultury w życiu codziennym współczesnego człowieka[potrzebny przypis],
- pełnienie roli ośrodka animacji i wspierania przedsięwzięć służących popularyzacji nauk przyrodniczych, wiedzy technicznej, ochronie środowiska naturalnego oraz dziedzictwa kulturowego[potrzebny przypis],
- wzbudzanie ciekawości świata poprzez zainteresowanie naukami przyrodniczymi, technicznymi oraz różnorodnymi formami aktywności kulturalnej i artystycznej[potrzebny przypis],
- upowszechnianie nowoczesnych metody kształcenia[potrzebny przypis],
- prezentowanie historycznego rozwoju nauki, techniki i kultury[potrzebny przypis]
- współtworzenie krajowej i europejskiej przestrzeni wiedzy[potrzebny przypis].

## Pracownia kreatywna dla dzieci „przeBUDOWA”

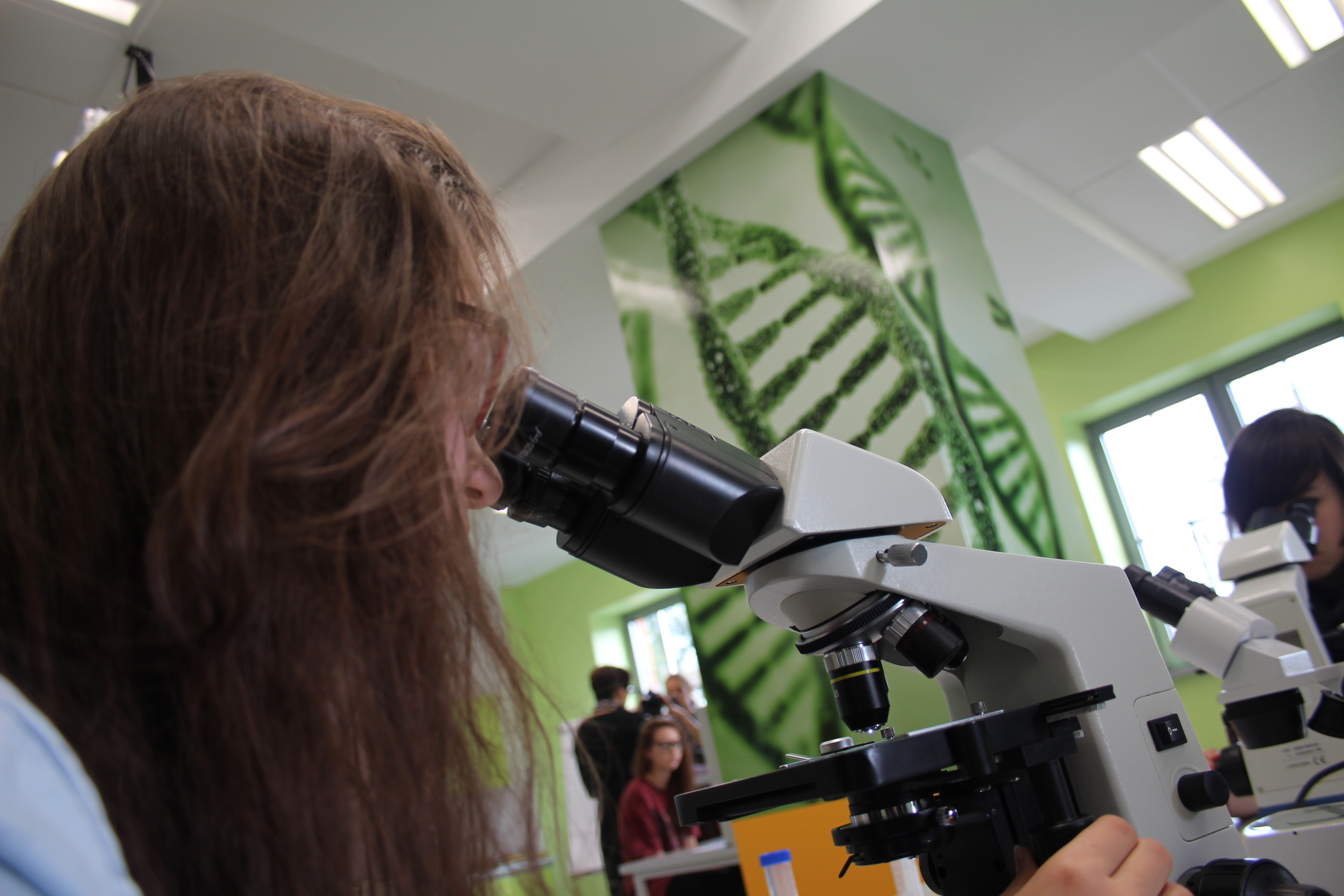
Pracownia biologiczna Centrum Nowoczesności Młyn Wiedzy

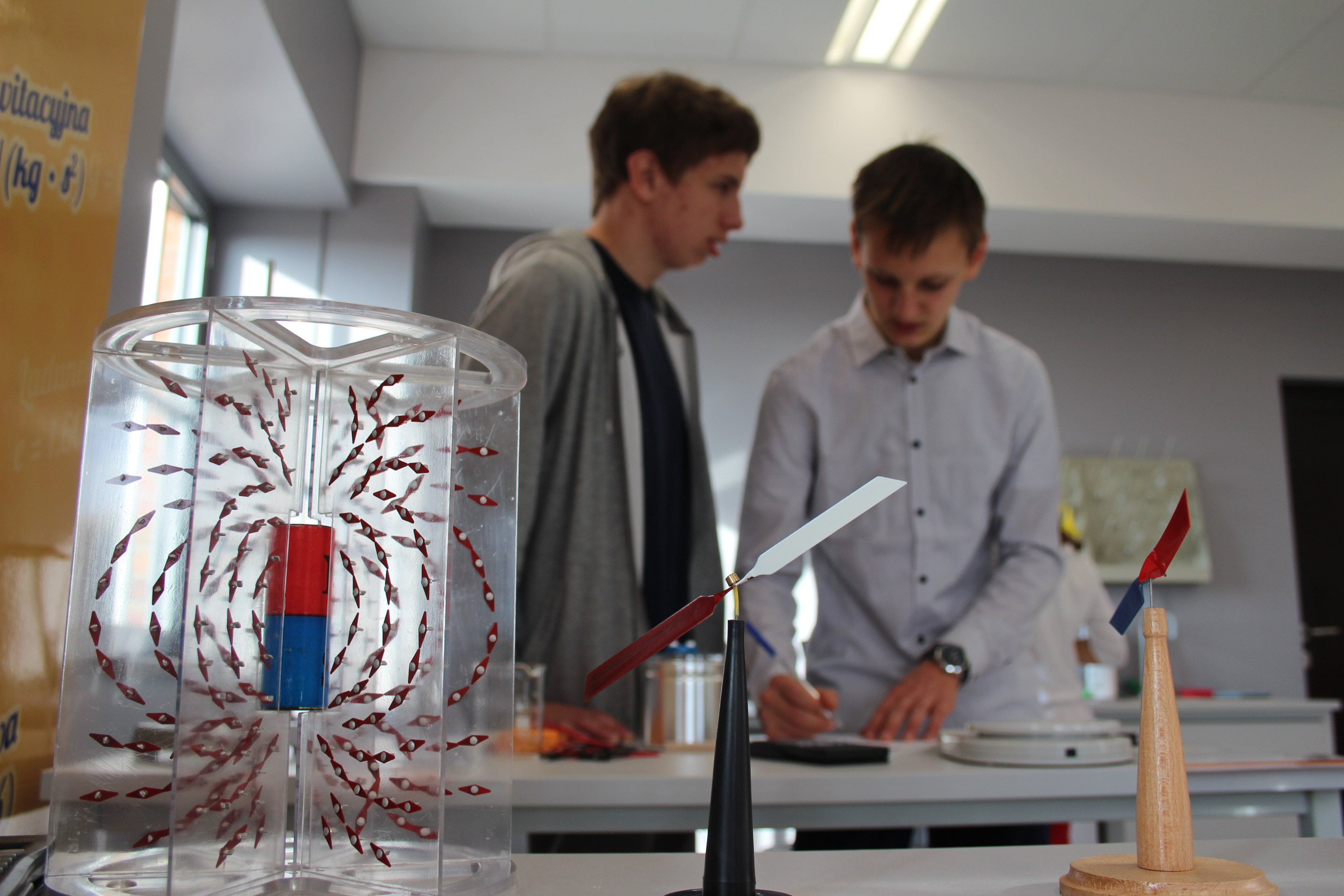
Pracownia fizyczna Centrum Nowoczesności Młyn Wiedzy

Od 7 listopada 2014 roku w Centrum Nowoczesności Młyn Wiedzy można korzystać z pracowni kreatywnej „przeBUDOWA”. Przestrzeń została wyposażona w nowatorski system elementów (wielkich klocków) Imagination Play Ground.

## Warsztaty
W Centrum Nowoczesności Młyn Wiedzy odbywają się warsztaty adresowane do grup szkolnych, zorganizowanych i osób indywidualnych. Tematyka warsztatów dotyczy różnorodnych zagadnień z obszaru nauk przyrodniczych, kreatywnego majsterkowania i ekologii.

## Tematyczna ścieżka zwiedzania
W Centrum Nowoczesności Młyn Wiedzy można zrealizować nowoczesną lekcję w przestrzeni wystawy „Rzeka”. Zwiedzanie ze ścieżką po wystawie „Rzeka” jest okazją do poznania przez uczniów takich pojęć jak potok źródłowy, wir wodny, turbina i elektrownia wodna czy też ruch obrotowy. Ponadto, uczniowie poznają najbardziej charakterystyczne mikro i makro organizmy zamieszkujące polskie zbiorniki wodne, dowiedzą się jak działa stacja uzdatniania wody i Nurek Kartezjusza. Ścieżka jest dedykowana do prawie wszystkich poziomów nauczania w szkole. Poziom I jest przeznaczony dla uczniów kl. 2-4 szkoły podstawowej. Poziom II został dostosowany dla klas 5 i 6 szkoły podstawowej oraz klasy I gimnazjum. Najtrudniejszy, III poziom przygotowany został z myślą o uczniach klas 2 gimnazjum i starszych.

## Pracownia biologiczna
Centrum Nowoczesności Młyn Wiedzy 9 października 2014 roku uruchomiło specjalistyczne pracownie.

## Pracownia fizyczna
Na czwartym piętrze, w pracowni fizycznej uczniowie mogą przeprowadzać doświadczenia z zakresu podstawowych działów fizyki.

## Pracownia multimedialna
W październiku 2016 roku Centrum Nowoczesności Młyn Wiedzy uruchomiło trzecią pracownię – multimedialną. Pracownia multimedialna Centrum Nowoczesności Młyn Wiedzy została wyposażona w najnowocześniejszy sprzęt. Na wyposażeniu pracowni znajduje się piętnaście stanowisk komputerowych wraz ze zintegrowanym pakietem oprogramowania, umożliwiającym edycję plików multimedialnych, sprzęt rejestrujący w postaci kamer cyfrowych, aparatów cyfrowych, rejestratorów audio, mikrofonów dynamicznych i pojemnościowych.
Pracownia została wyposażona w konsoletę mikserską oraz nowoczesny system nagłośnienia i oświetlenia. W pracowni zainstalowano także stanowisko typu greenbox, umożliwiające nagrywanie materiałów wideo jak w studiu telewizyjnym. Na pracowni odbywają się m.in. zajęcia z fotografii, edycji plików audio i wideo, grafiki komputerowej, tworzenia algorytmów czy programowania łazika marsjańskiego.

## Porozumienie Społeczeństwo i Nauka | SPIN
Centrum Nowoczesności Młyn Wiedzy jest członkiem porozumienia instytucji non-profit ukierunkowanych na rozwój społeczeństwa opartego na edukacji, nauce, technice i innowacji. Toruńskie centrum nauki aktywnie uczestniczy w pracy Porozumienia. W 2015 roku było gospodarzem siódmej konferencji „Interakcja-Integracja”. Podczas prac nad ogólnopolską akcją porozumienia „SPIN DAY” współtworzyło akcję promocyjną, komunikację oraz zrealizowało popularnonaukowe aktywności w swojej siedzibie.

## Centrum Innowacyjnej Edukacji

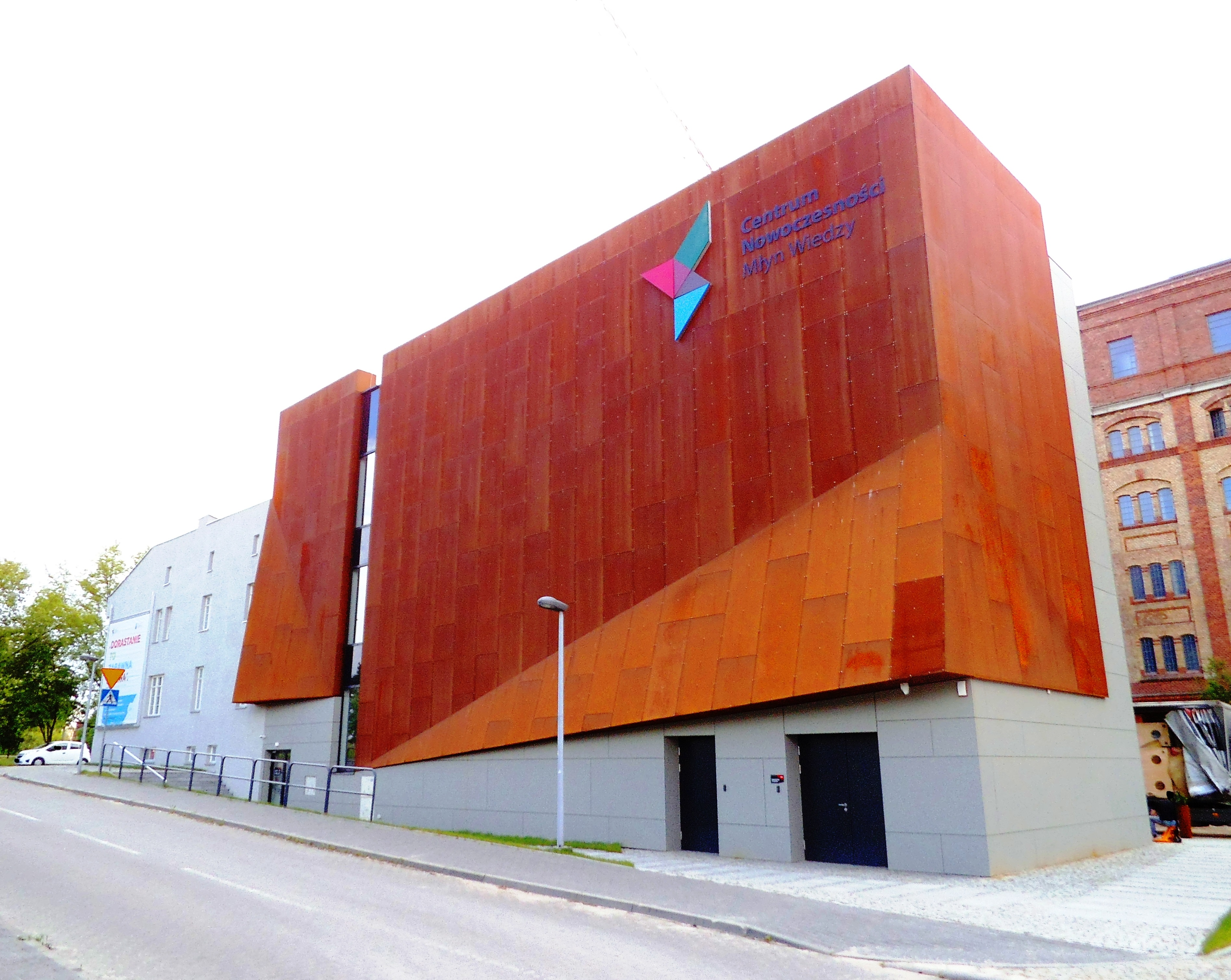
Centrum Innowacyjnej Edukacji

6 grudnia 2019 roku swoją działalność rozpoczęło Centrum Innowacyjnej Edukacji (tzw. Minikopernik). Całkowity koszt budowy Centrum wyniósł 17 984 544,01 zł, z czego 12 416 318,23 zł (85%) dofinansowane zostało z Europejskiego Funduszu Rozwoju Regionalnego.

## Nagrody i wyróżnienia
- 2017 – Młyn Wiedzy znalazł się w TOP25 atrakcji dla dzieci w Polsce (Magazyn „Podróże”)[8]
- 2018 – Młyn Wiedzy zdobył tytuł „Popularyzatora Nauki 2018” w konkursie organizowanym przez Ministerstwo Nauki i Szkolnictwa Wyższego i serwis „Nauka w Polsce”[9]